# Galaroza
Galaroza es un municipio y localidad española de la provincia de Huelva, en la comunidad autónoma de Andalucía. El municipio cuenta con una población de 1369 habitantes (INE 2024). Se encuentra situado en pleno parque natural Sierra de Aracena y Picos de Aroche. Cuenta con dos pedanías: Navahermosa y Las Chinas.

## Historia

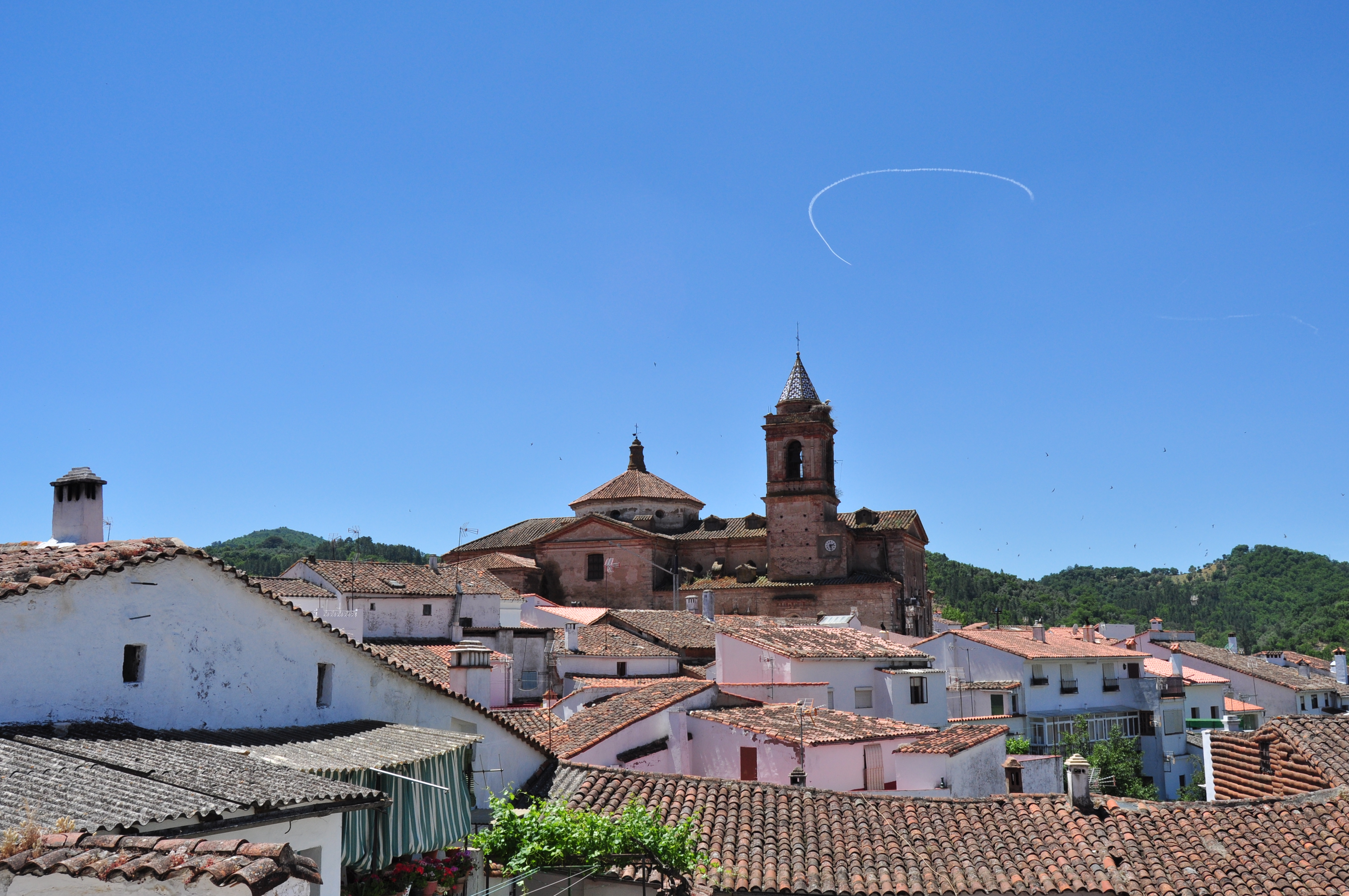
Vista de la localidad

No se han encontrado restos que atestigüen la existencia de pobladores prehistóricos. 
No se tiene claro su origen, aunque parece ser islámico, ya que se tiene asumido que el origen de su topónimo pudiera venir de Al-Jaroza. Sin embargo, este puede tener diversas interpretaciones: valle de las Rosas, valle de las Doncellas, valle de la Desposada, o también interpretaciones relacionadas con la fertilidad de sus huertas, como tierra fértil. La leyenda habla de la pérdida en el bosque del príncipe bereber Ysmail en el que se adentró, en busca de una mujer de la que quedó encantado.
Como toda la comarca, estas tierras fueron ocupadas por los musulmanes entre los siglos VIII y XII. Durante el siglo XIII será alternativamente de Portugal y de Castilla hasta que en 1267 por el Tratado de Badajoz queda adscrita al Reino de Castilla definitivamente.
Durante la Edad Media perteneció a la jurisdicción de Aracena, de la cual se independizó en 1553. En ese momento Galaroza contaba con las aldeas de Fuenteheridos, Las Vegas, Cortegrullo y Las Cañadas, aparte de las actuales: Navahermosa y Las Chinas.

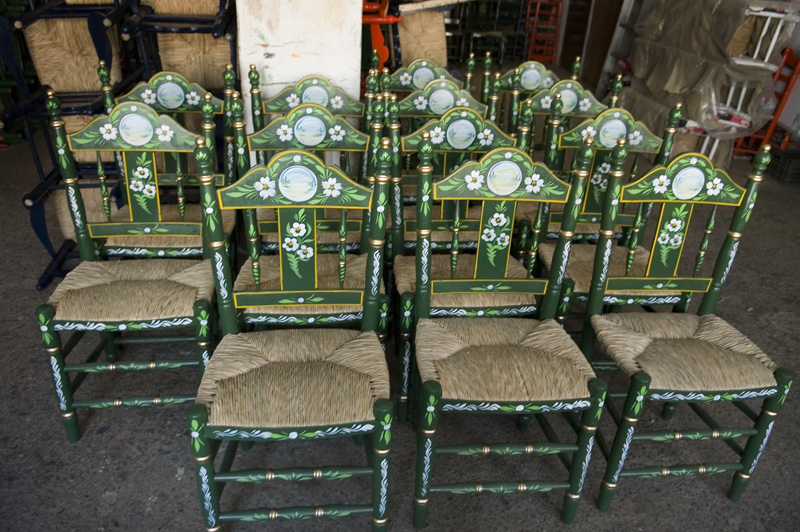
Fábrica de sillas de enea en Galaroza

En 1594 Galaroza y sus aldeas formaban parte del reino de Sevilla en la sierra de Arroche y contaba con 290 vecinos pecheros.

## Demografía
Galaroza cuenta con una población de 1369 habitantes (INE 2024).
| Gráfica de evolución demográfica de Galaroza entre 1842 y 2021                                                      |
| |
| Población de derecho según los censos de población del INE Población de hecho según los censos de población del INE |

### Población por núcleos

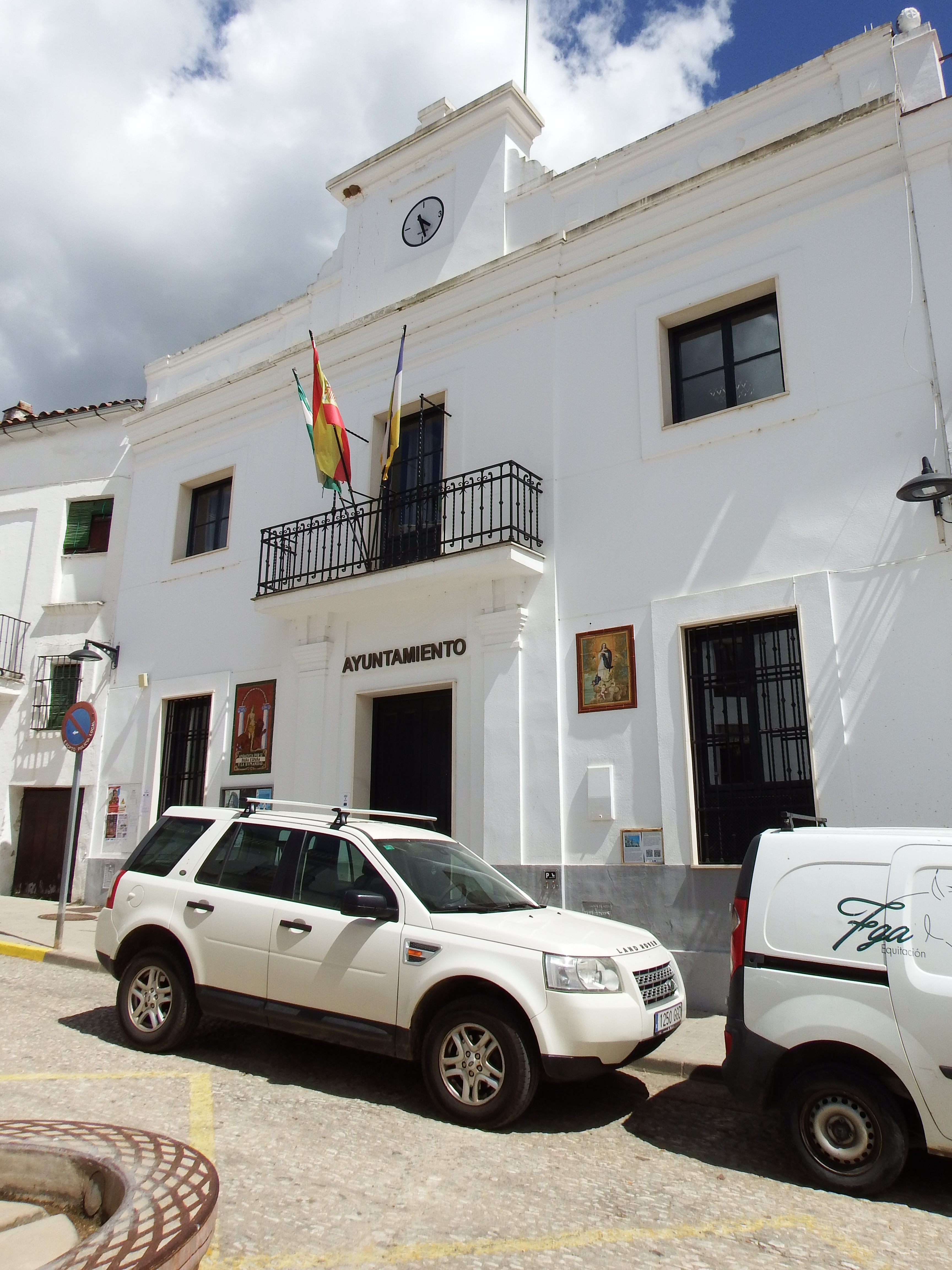
Casa consistorial

Desglose de población según el Padrón Continuo por Unidad Poblacional del INE.
| Núcleos     | Habitantes (2014) | Varones | Mujeres |
| ----------- | ----------------- | ------- | ------- |
| Galaroza    | 1443              | 705     | 738     |
| Las Chinas  | 18                | 10      | 8       |
| Navahermosa | 42                | 25      | 17      |

## Economía

### Evolución de la deuda viva
El concepto de deuda viva contempla sólo las deudas con cajas y bancos relativas a créditos financieros, valores de renta fija y préstamos o créditos transferidos a terceros, excluyéndose, por tanto, la deuda comercial.

### Evolución de la deuda viva municipal
| Gráfica de evolución de Deuda viva del Ayuntamiento de Galaroza entre 2008 y 2021                                |
| |
| Deuda viva del Ayuntamiento de Galaroza en miles de Euros según datos del Ministerio de Hacienda y Ad. Públicas. |

La deuda viva municipal por habitante en 2014 ascendía a 957,70 €.

## Patrimonio

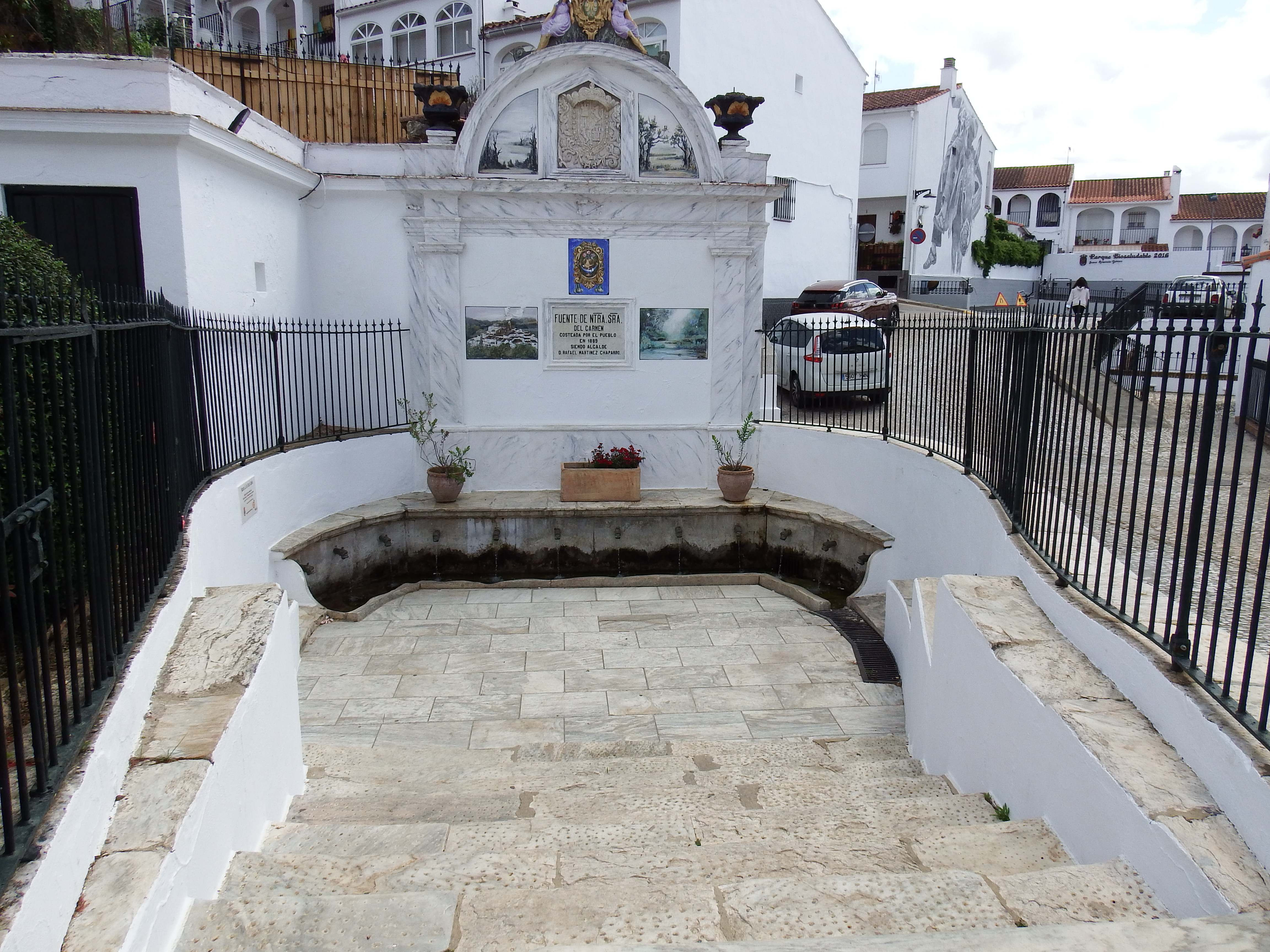
Fuente de los Doce Caños

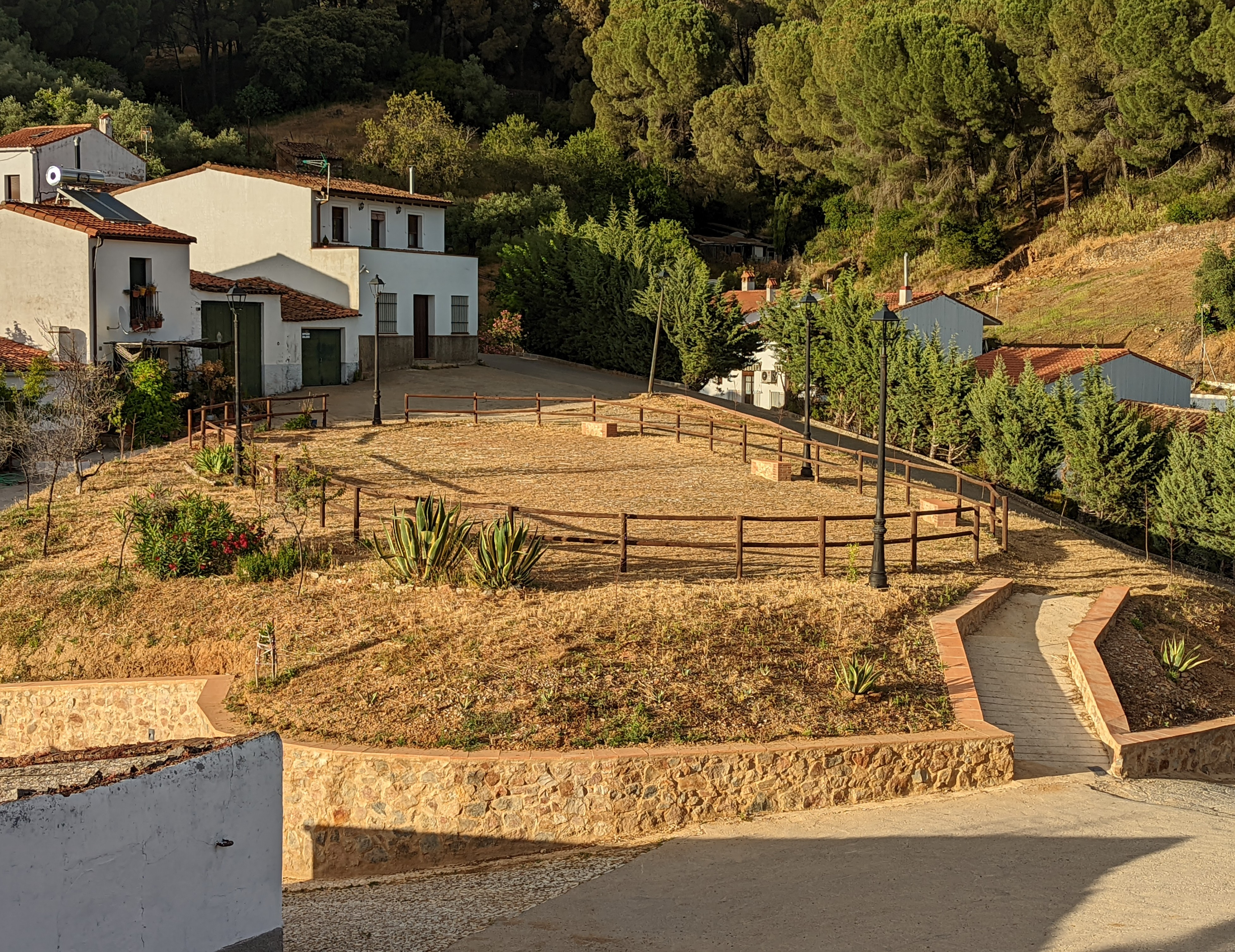
Era Chica

- Iglesia parroquial de la Purísima Concepción (siglo XVII).
- Ermita de San Sebastián (El Carmen) (siglo XVIII).
- Ermita de Santa Brígida (siglo XIV).
- Fuente de los Doce Caños (1898).